# Lyciasalamandra fazilae
Lyciasalamandra fazilae är en groddjursart som först beskrevs av Basoglu och Mehmet K. Atatür 1974.  Lyciasalamandra fazilae ingår i släktet Lyciasalamandra och familjen vattensalamandrar. IUCN kategoriserar arten globalt som starkt hotad. Inga underarter finns listade i Catalogue of Life.